# Instituto Português da Qualidade
O Instituto Português da Qualidade, I. P. (IPQ, I. P.) é a entidade portuguesa responsável pela coordenação, gestão geral e desenvolvimento do sistema português da qualidade (SPQ), bem como de outros sistemas de qualificação no domínio regulamentar, que lhe sejam conferidos por lei.
No âmbito do SPQ, o IPQ, I. P. é responsável em Portugal pela actividades de acreditação de entidades, de normalização e de metrologia, e pela gestão de programas de apoio financeiro, intervindo ainda na cooperação com outros países no domínio da qualidade.
É membro da Organização Internacional de Normalização (ISO).

## Normas Portuguesas
Regra geral, as Normas Portuguesas são elaboradas por Comissões Técnicas de Normalização.
São consideradas Normas Portuguesas as:
- NP,
- NP EN,
- NP EN ISO,
- NP HD,
- NP ENV,
- NP ISO,
- NP IEC,
- NP ISO/IEC.

As normas EN, EN ISO, EN ISO/IEC e ETS podem ser adotadas como Normas Portuguesas.